# Абуль-Музаффер Зияэддин Гази
Абуль-Музаффер Зияэддин Гази (тур. Ebü’l - Muzaffer Ziyâeddin Gazi; ум. 1132) — правитель бейлика Салтукогуллары с 1123/24 по 1132 год, его сын основателя, Абуль-Касыма Салтука I.

## Биография

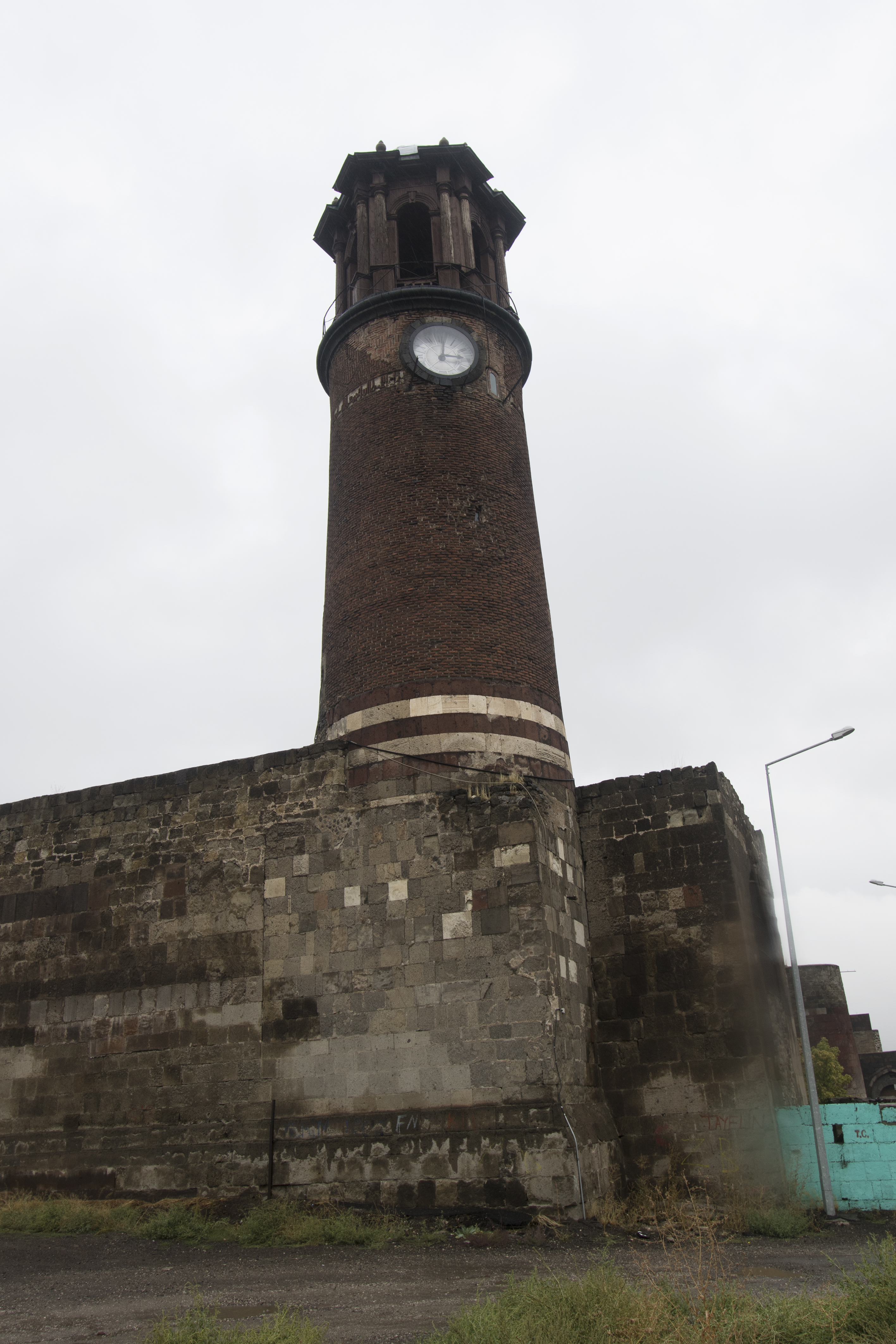
Тепси Минаре

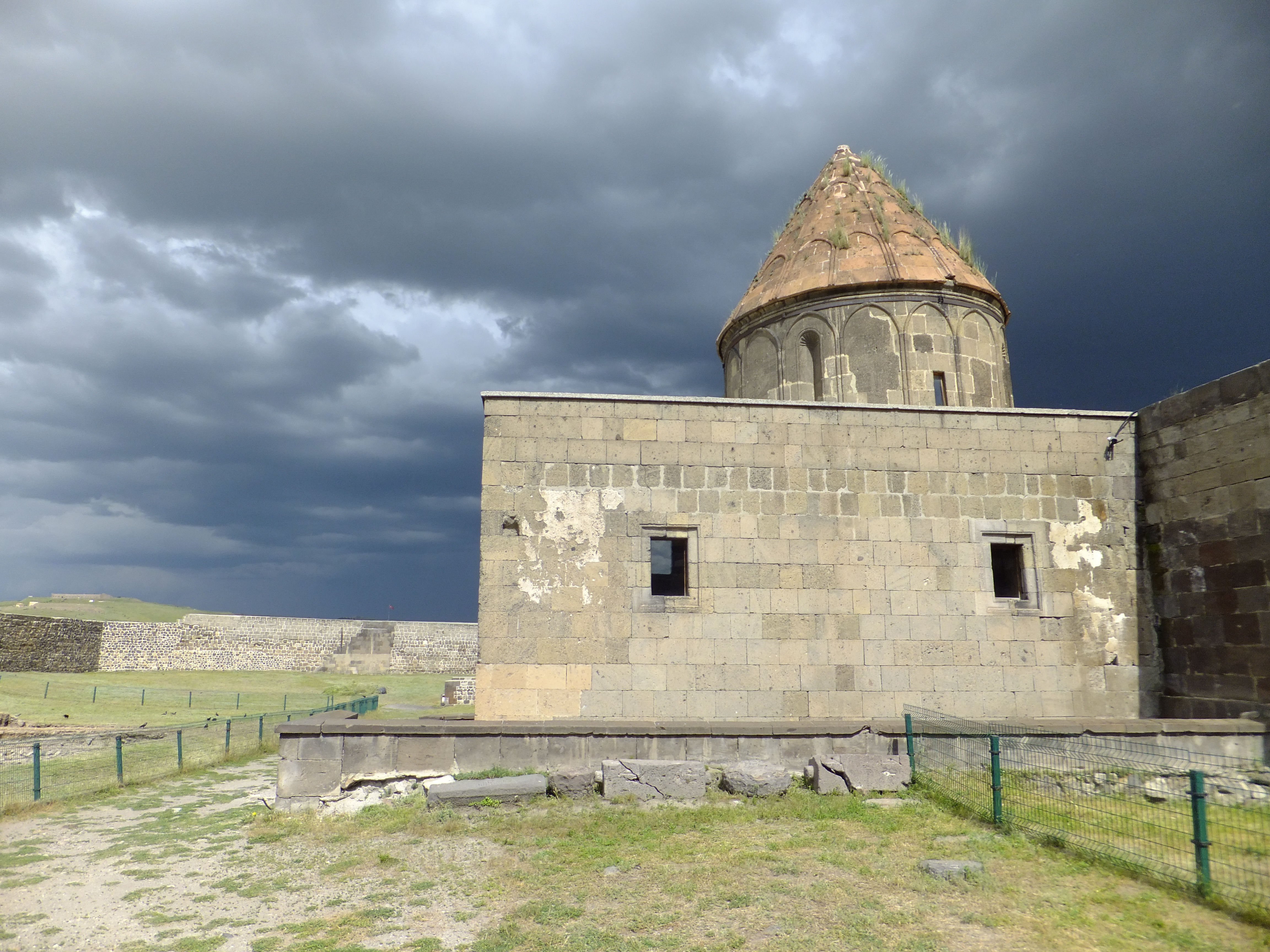
Кале Месджид

### Ранние годы
Зияэддин Гази был сыном основателя бейлика Салтукогуллары Абуль-Касыма Салтука I. После смерти Салтука ему наследовал брат Гази, эмир Али. Армянский историк XIII века Мхитар Айриванеци под 1101 годом поместил запись: «Хизиль взял Лори и сжёг Ахпат и Санагин». Вероятно, в течение некоторого периода во время правления Али Гази был эмиром города Двин, поскольку, согласно ещё одному армянскому историку Вардану Аревелци, он захватил Двин и убил одного из сыновей Шеддададидского правителя города: «В 554 (1105) году вследствие смут, возникших в Парсии, явился какой-то эмир, по имени Хезиль, скиф по происхождению: он взял городок Лори, проник в Девин и насильственным образом убил Бунара, брата Мануче». Согласно Мхитару Айриванеци, в 1111 году «Хизиль убит», но в других источниках Гази продолжает упоминаться. В мае-июне 1116 года в Двине была переписана книга с посвящением эмиру Гази. Когда аббасидский халиф Аль-Мустаршид Биллах попросил у мусульманских эмиров помощи против правителя Хиллы Дубайса ибн Садака, Али отправил в Багдад своего брата Зияэддина Гази во главе войска Салтукидов.

### Правление
Предположительно, в 1123/24 году эмир Али умер и Зияэддин Гази стал правителем Эрзурума. Грузинские нападения на территорию бейлика, начавшиеся при эмире Али, продолжились и в период правления Зияэддина Гази. Весной 1124 года грузины заняли резиденцию ширваншаха, а в июне напали на Гёле, Испир и Олту и двинулись на принадлежавшую Салтукогуллары Пасинлерскую равнину. В 1131 году Иване Абулетисдзе опять напал на земли, которые сельджуки отвоевали у христиан, и Зияэддин Гази победил его (вместе с сыном Тогана Арслана Курти).
По сообщению арабского историка Ибн аль-Азрака (ум. 1181), Артукид Мардина Тимурташ (1121—1152) захватил Майяфарикин после смерти своего брата Сулеймана, а затем Зияэддин заключил с ним союз и выдал за него свою дочь. Турецкий историк Ф. Сюмер датировал заключение брака 1125 или 1126 годом. Дочь Гази родила 4 детей: в 1126 году Неджмеддин Алпы, в 1127 году Джемаледдин Джевти, а также Хедийе-хатун и Самсамуддин Бахрам, годы рождения которых не зафиксированы.
Согласно хронисту из Алеппо аль-Азими (ум. 1161), «Гази, правитель Эрзена, умер» в 1131/32 году.
Зияэддин Гази построил во внутреннем замке в Эрзуруме два сооружения, дошедшие до нашего времени: Кале Месджид (крепостная мечеть) и сторожевая башня Тепси Минаре.